# Mont Fridtjof Nansen
Pour les articles homonymes, voir Mont Nansen.
Le mont Fridtjof Nansen est une montagne située en Antarctique. Elle domine la plateforme de glace de Ross du haut de ses 4 070 mètres, tout en étant le 4 000 le plus proche du pôle Sud (500 km).
Elle a été découverte par Roald Amundsen en 1911 et fut baptisée en l'honneur de Fridtjof Nansen qui fut consultant technique pour l'expédition. C'est le premier 4 000 à être gravi du continent.